# Сливное (озеро, Становский сельский округ)
Сливное (каз. Сливное) — озеро в Мамлютском районе Северо-Казахстанской области Казахстана. Находится в 8 км к северу от села Дубровное на территории Становского сельского округа.
По данным топографической съёмки 1940-х годов, площадь поверхности озера составляет 1,12 км². Наибольшая длина озера — 1,6 км, наибольшая ширина — 1,1 км. Длина береговой линии составляет 4,6 км, развитие береговой линии — 1,22. Озеро расположено на высоте 135,9 м над уровнем моря.